# Qianlabeo striatus
Qianlabeo striatus är en fiskart som beskrevs av Zhang och Chen 2004. Qianlabeo striatus ingår i släktet Qianlabeo och familjen karpfiskar. Inga underarter finns listade i Catalogue of Life.